# Igor' Gračev
Igor' Igorevič Gračev (in russo Игорь Игоревич Грачев?; Alma-Ata, 21 maggio 1971) è un ex cestista e allenatore di pallacanestro russo.

## Carriera
Con la Russia ha disputato i Campionati mondiali del 1994.

## Palmarès

### Giocatore
- Campionato ucraino: 1

Budivelnyk Kiev: 1994-95

### Allenatore
- Coppa di Russia: 2

Samara: 2019-20, 2021-22
- Superliga A: 1

Samara: 2008-09

### Onorificenze
- Maestro dello sport di Russia